# Pinar del Río
Pinar del Río este un oraș din provincia Pinar del Río, Cuba.